# Glinno Wielkie
Glinno Wielkie – wieś w Polsce położona w województwie kujawsko-pomorskim, w powiecie inowrocławskim, w gminie Rojewo.

## Podział administracyjny
W latach 1975–1998 miejscowość administracyjnie należała do województwa bydgoskiego.

## Demografia
Według Narodowego Spisu Powszechnego (III 2011 r.) wieś liczyła 152 mieszkańców. Jest trzynastą co do wielkości miejscowością gminy Rojewo.